# Chợ Gạo (huyện)
Chợ Gạo là một huyện cũ thuộc tỉnh Tiền Giang cũ, Việt Nam.

## Địa lý
Huyện Chợ Gạo nằm ở phía đông tỉnh Tiền Giang, có vị trí địa lý:
- Phía đông giáp huyện Gò Công Tây
- Phía tây giáp thành phố Mỹ Tho và huyện Châu Thành
- Phía nam giáp huyện Tân Phú Đông và huyện Châu Thành, huyện Bình Đại thuộc tỉnh Bến Tre
- Phía bắc giáp thành phố Tân An và huyện Châu Thành thuộc tỉnh Long An.

### Diện tích, dân số
Huyện có diện tích 235 km² và dân số là 186.803 người (năm 2019). Huyện ly là thị trấn Chợ Gạo nằm trên đường Quốc lộ 50 cách Mỹ Tho 10 km về hướng đông. Nơi đây còn có sông Chợ Gạo là tuyến đường sông huyết mạch nối Thành phố Hồ Chí Minh với các tỉnh Đồng bằng sông Cửu Long.

## Hành chính
Huyện Chợ Gạo có 19 đơn vị hành chính cấp xã trực thuộc, gồm thị trấn Chợ Gạo (huyện lỵ) và 18 xã: An Thạnh Thủy, Bình Ninh, Đăng Hưng Phước, Hòa Định, Hòa Tịnh, Long Bình Điền, Lương Hòa Lạc, Mỹ Tịnh An, Bình Phan, Bình Phục Nhứt, Phú Kiết, Quơn Long, Song Bình, Tân Bình Thạnh, Tân Thuận Bình, Thanh Bình, Trung Hòa, Xuân Đông.

## Lịch sử